# Чудов манастир
Чудов манастир (рус. Чудов монастырь) у Москви је манастир Московске патријаршије из 14. века.
Налази се у источном делу Московског Кремља. Основао га је 1365. године митрополит Алексије московски. Име манастира долази од његовог посвећења чуду Светог арханђела Михаила у Хонекху.
У манастиру су крштена деца краљевске породице: синови и кћери Ивана Грозног, 1629. - цар Алексеј Микхаилович, 1672. - Петар Велики, 1818. - Александар II Николајевич..

## Историја
1357. године, митрополит Кијева и целе Русије, Алексије је позвао кана Јани Бега у Златну Хорду да излечи његову мајку Таидулу, која је изгубила вид. Према легенди, Алексије је успео да јој врати вид, а захваљујући томе је добио дозволу за изградњу цркве у Кремљу. Тада је на месту данашњег храма постојала штала, на коме је Алексије саградио дрвену цркву посвећену Чуду Арханђела Михаила у Хончу, позната и као "Чудовска", а касније и манастир око ње.
1438. године, срушена је црква Чудеса Арханђела Михаила и на њеном месту саграђена је нова богату украшена каменуа црква, али мања по величини. Већ 1501. године црква је демонтирана и две године касније саграђена је нова петокуполна црква, и освећена 6. септембра 1503. године. Године 1485, у близини цркве Чудеса арханђела Михаила, изграђена је црква Светог Алексија, где су пренете мошти митрополита Алексија.
1506. године у манастиру је отворена Патријархална школа, која је постала центар научног знања руске државе. У њему, су монаси копирали и преводили црквене књиге и рукописе. Године 1515. у манастир је дошао монах светогорског манастира Ватопед, Максим Грк и основао библиотеку под покровитељством принца Василија Ивановића. Манастир је изгорео 1574. године: 32 иконе су уништене, манастирске зграде су изгореле. Средином 16. века манастир је поново обновљен, а спаљени иконостас је замењен новим 1626.
Претпоставља се да је у периоду од 1601. до 1602. живио у манастиру Григорије Отрепјев, касније познат као Лажни Дмитриј I. Од 1619 до 1633. године у манастиру је радила грчко-латинска школа, у којој су учили јеромонаџ Арсени Грек и Епифаније Славинетски. Од 1610 до 1612 московски патријарх Гермоген био је затворен у манастиру, јер је позвао на борбу против пољске интервенције и одбио позвати војску да се повуче из Москве. У притвору је умро од глади 
80-тих година 17. века реконструисан је Чудовски манастир. Такође је у то време изграђена и црква св. Андреја Првозваног.
Од 1653. године у манастиру ради црквена школа.
Црква Чуда Арханђела Михаила уништена је 17. децембра 1929. године (место је резервисано за кадетску управну зграду), а остали објекти манастира су срушени до 1932. године. На дан рушења храма, архитекта Петар Барановски, последња особа која је видела унутрашњост манастира Чудов, успела је само уклонити мошти светог Алексија из храма. Посмртни остаци митрополита пребачени су у Успенски храм у Москви, а 1947. године у Богојављенски храм у Јелокхову.
Кадетска зграда, позната као 14. зграда Кремља, изграђена је на локацији уништених објеката 1934. године. Касније је у њој био Пресидијум Врховног совјета Совјетског Савеза, а потом и јединица председничке администрације Русије.
Многе јавне личности Русије, попут публициста Виталија Аверјанова, заложили су се за обнову манастира у Кремљу. Председник Владимир Путин је 2014. године предложио обнову манастира. Међутим, стручњаци УНЕСЦО-а су се супротставили изградњи на територији Кремља и приметили да није било детаљних цртежа и мјерења. У мају 2017, Елена Гагарина, директорка музеја Московског Кремља, објавила је да се не дозвољава обнова манастира.
У 2016. години, 14. корпус Кремља је демонтиран, у јануару следеће године на његовом месту отворени су археолошки остаци са деловима Чудовог манастира.